# 4668 Рейджай
(4668) 1987 DX5 (1987 DX5, 1954 YE, 1974 SN2, 1979 QZ7, 1979 SK1, 1985 VP5) — астероїд головного поясу, відкритий 21 лютого 1987 року.
Тіссеранів параметр щодо Юпітера — 3,217.